# Tercera División de Macao
La Tercera División de Macao es la tercera liga de fútbol más importante del país y que se juega cada año y es la última liga de escala nacional del país.

## Historia
Fue creada en el año 2004 y está compuesta por 12 equipos, que a diferencia de la primera y segunda categoría, solo se juegan partidos todos contra todos a una sola vuelta (en las otras categorías es a dos vueltas), en donde el ganador de la liga y el subcampeón ascienden a la Segunda División de Macao, mientras que los 4 peores descienden a la Cuarta División de Macao, liga que es a escala regional.

## Equipos 2020
- Alfândega
- Chiba Sport
- East Start
- Hac Sa
- Hang Lok
- Hong Ngai
- Ieong Heng
- Lai Chi
- Man Guan
- O Cheng
- Toi Seng
- U.M.

## Campeones
- 2004/05 : Vong Chiu
- 2005/06 : desconocido (Van Ching o Kan Fong)
- 2006/07 : desconocido
- 2007/08 : FC Porto de Macau
- 2008/09 : Lam Ieng
- 2009/10 : Chang Wai
- 2010/11 : Lai Chi
- 2011/12 : Ponte 48
- 2012/13 : Hong Lok
- 2013/14 : Lo Leong
- 2014/15 : San Kong Meng
- 2018 : Cheng U
- 2019 : Sun City